# Нитронатрит
Нитронатри́т, чили́йская сели́тра(англ. Nitratine) — минерал, представляющий собой природный нитрат натрия. Крупнейшее месторождение находится в Чили.